# Мюнстер (Верхній Рейн)
Мюнсте́р (фр. Munster) — муніципалітет у Франції, у регіоні Гранд-Ест, департамент Верхній Рейн. Населення — 4707 осіб (01.01.2021).
Муніципалітет розташований на відстані близько 370 км на схід від Парижа, 80 км на південний захід від Страсбура, 17 км на захід від Кольмара.

## Історія
До 2015 року муніципалітет перебував у складі регіону Ельзас. Від 1 січня 2016 року належить до нового об'єднаного регіону Гранд-Ест.

## Демографія
Динаміка населення (Ehess і INSEE ):
Розподіл населення за віком та статтю (2006):
| Стать | Всього | До 15 років | 15-24 | 25-44 | 45-64 | 65-85 | Понад 85 |
| --- | ------ | ----------- | ----- | ----- | ----- | ----- | -------- |
| Чоловіки | 2312   | 540         | 244   | 643   | 477   | 368   | 40       |
| Жінки | 2724   | 404         | 349   | 678   | 482   | 699   | 112      |
| \| Статево-вікова піраміда \| Статево-вікова піраміда \| Статево-вікова піраміда \| \| ----------------------- \| ----------------------- \| ----------------------- \| \| Чоловіки \| Вік \| Жінки \| \| 40 \| 85 + \| 112 \| \| 68 \| 80-84 \| 177 \| \| 92 \| 75-79 \| 173 \| \| 112 \| 70-74 \| 213 \| \| 96 \| 65-69 \| 136 \| \| 88 \| 60-64 \| 120 \| \| 88 \| 55-59 \| 88 \| \| 155 \| 50-54 \| 131 \| \| 146 \| 45-49 \| 143 \| \| 189 \| 40-44 \| 200 \| \| 165 \| 35-39 \| 203 \| \| 174 \| 30-34 \| 153 \| \| 115 \| 25-29 \| 122 \| \| 139 \| 20-24 \| 171 \| \| 105 \| 15-20 \| 178 \| \| 158 \| 10-14 \| 167 \| \| 183 \| 5-9 \| 147 \| \| 199 \| 0-4 \| 90 \| |        |             |       |       |       |       |          |
| Статево-вікова піраміда |        |             |       |       |       |       |          |
| Чоловіки | Вік    | Жінки       |       |       |       |       |          |
| 40 | 85 +   | 112         |       |       |       |       |          |
| 68 | 80-84  | 177         |       |       |       |       |          |
| 92 | 75-79  | 173         |       |       |       |       |          |
| 112 | 70-74  | 213         |       |       |       |       |          |
| 96 | 65-69  | 136         |       |       |       |       |          |
| 88 | 60-64  | 120         |       |       |       |       |          |
| 88 | 55-59  | 88          |       |       |       |       |          |
| 155 | 50-54  | 131         |       |       |       |       |          |
| 146 | 45-49  | 143         |       |       |       |       |          |
| 189 | 40-44  | 200         |       |       |       |       |          |
| 165 | 35-39  | 203         |       |       |       |       |          |
| 174 | 30-34  | 153         |       |       |       |       |          |
| 115 | 25-29  | 122         |       |       |       |       |          |
| 139 | 20-24  | 171         |       |       |       |       |          |
| 105 | 15-20  | 178         |       |       |       |       |          |
| 158 | 10-14  | 167         |       |       |       |       |          |
| 183 | 5-9    | 147         |       |       |       |       |          |
| 199 | 0-4    | 90          |       |       |       |       |          |

## Економіка
2010 року серед 2881 особи працездатного віку (15—64 років) 2131 була активною, 750 — неактивними (показник активності 74,0%, у 1999 році було 72,9%). З 2131 активної мешканців працювали 1843 особи (942 чоловіки та 901 жінка), безробітними було 288 (149 чоловіків та 139 жінок). Серед 750 неактивних 199 осіб було учнями чи студентами, 280 — пенсіонерами, 271 була неактивною з інших причин.

У 2010 році в муніципалітеті числилось 2167 оподаткованих домогосподарств, у яких проживали 4634,5 особи, медіана доходів виносила 17 703 євро на одного особоспоживача

## Галерея зображень

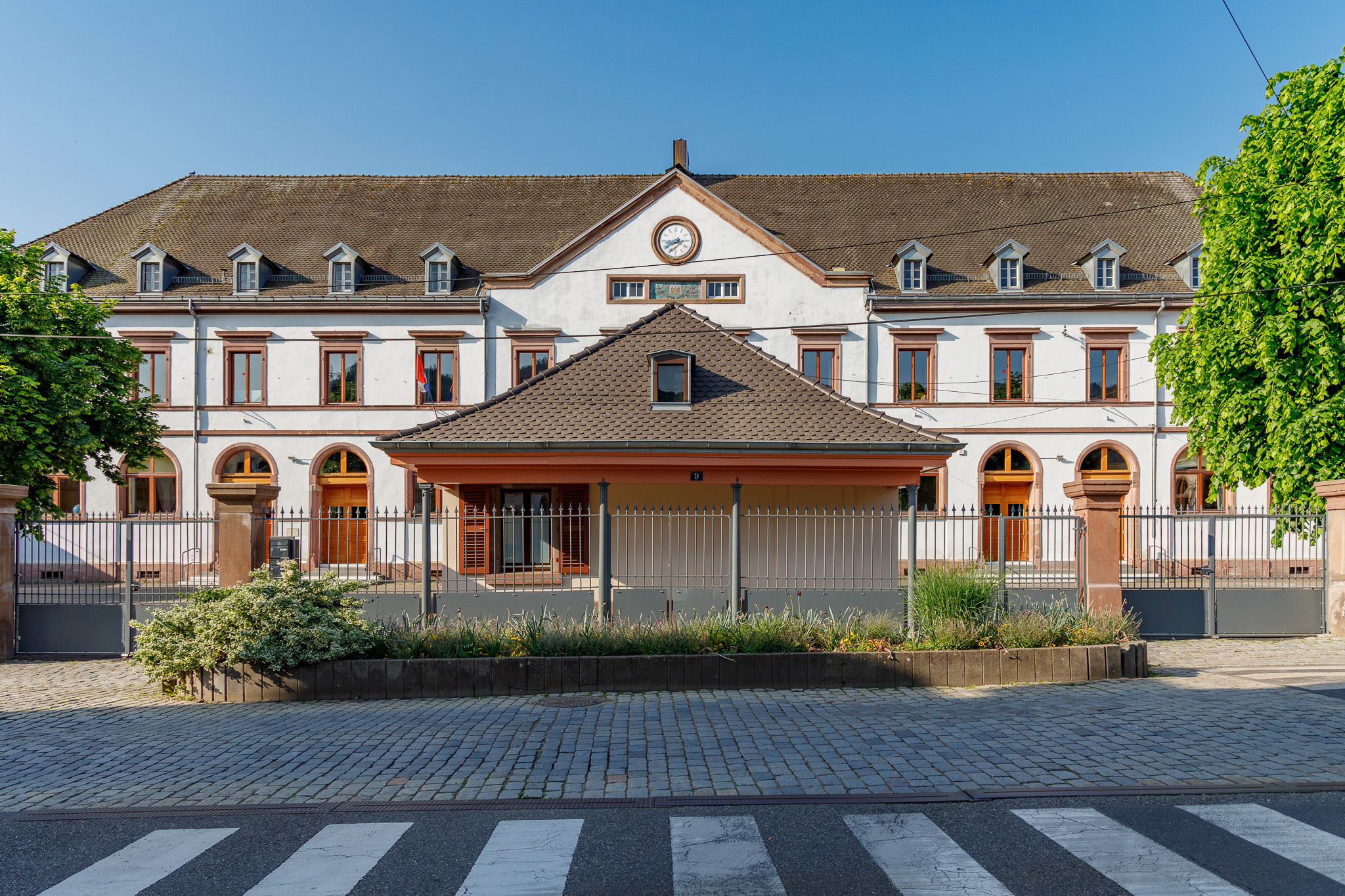
Початкова школа, побудована в 1859 році.
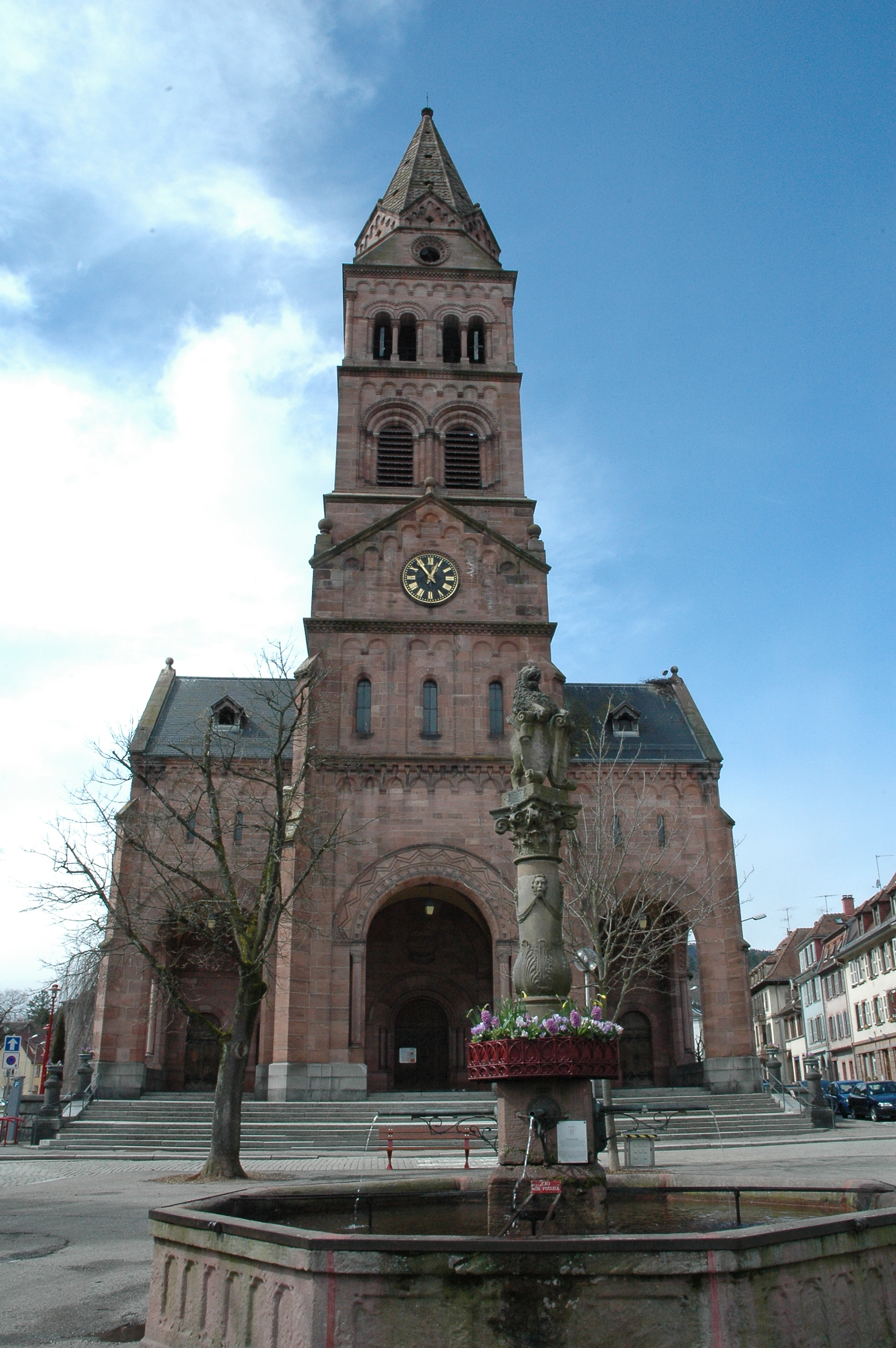
Протестанська церква
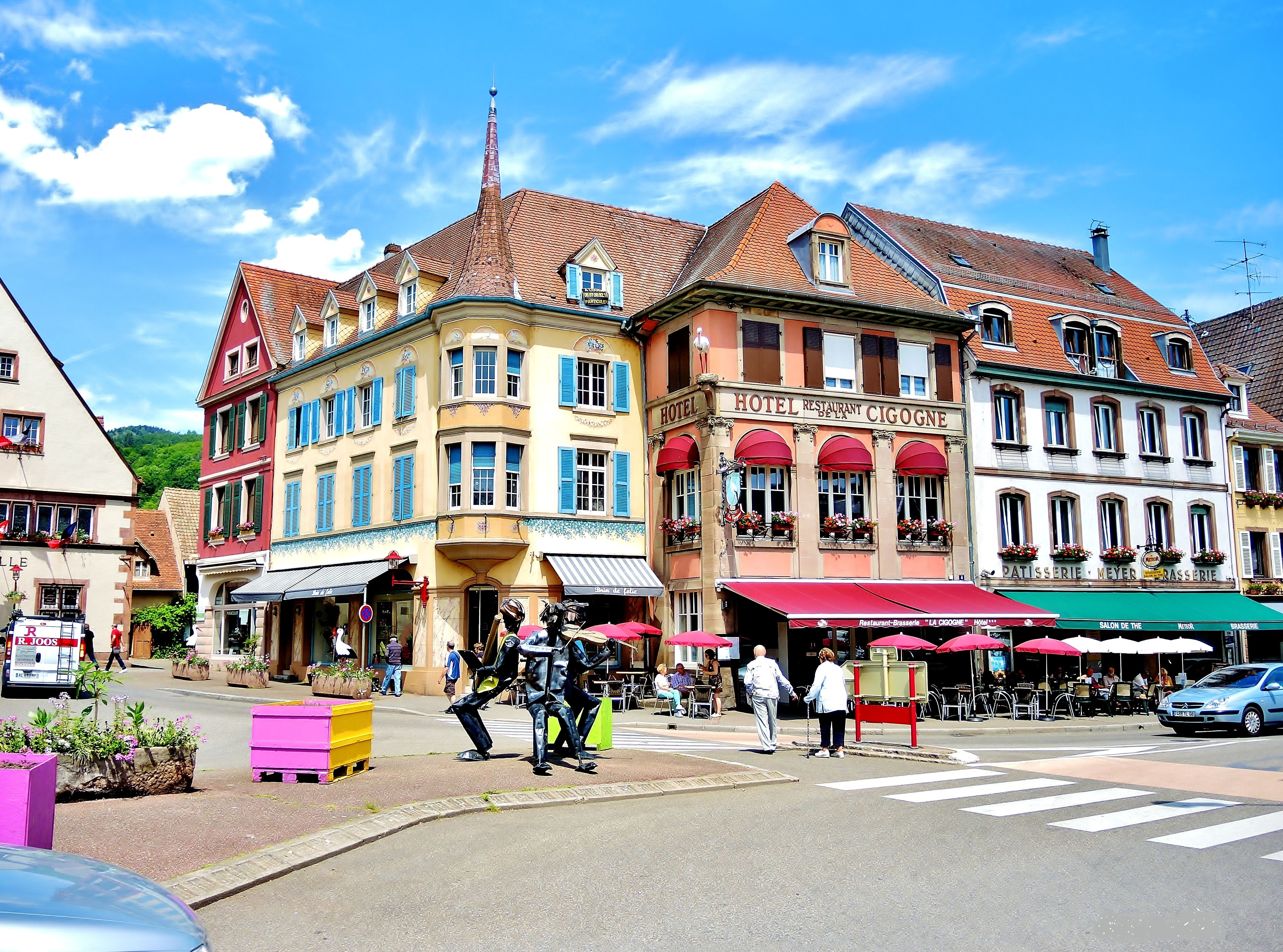
Будинки на базарній площі
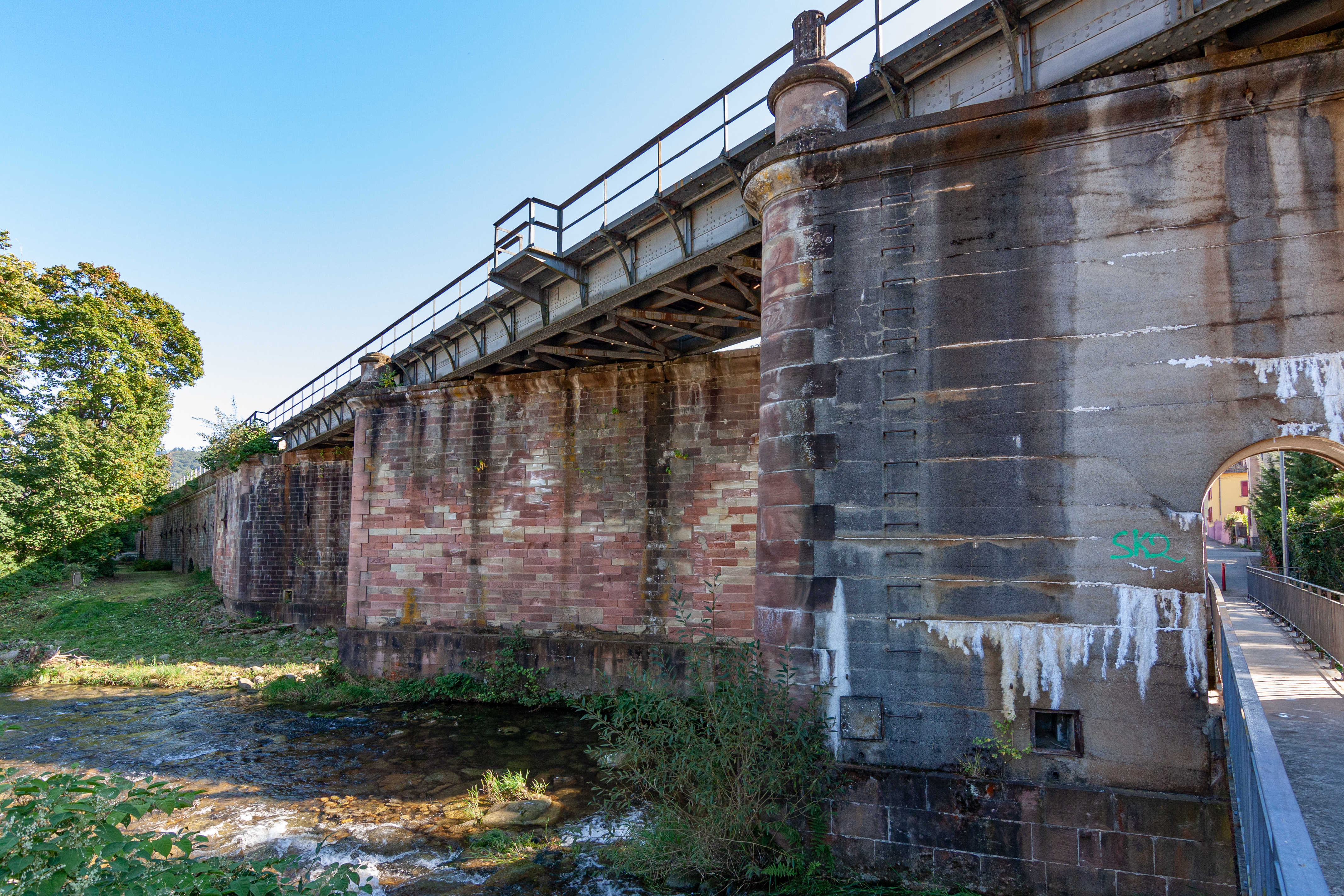
Залізничний міст